# Фрідріх Вундерліх
Фрідріх Вундерліх (нім. Friedrich Wunderlich; 13 серпня 1891, Бюккебург — 27 березня 1977, Мюнхен) — німецький офіцер, фрегаттен-капітан крігсмаріне. Кавалер Лицарського хреста Залізного хреста.

## Біографія
1 квітня 1910 року вступив в кайзерліхмаріне. Учасник Першої світової війни. З серпня 1914 року — ад'ютант на крейсері «Берлін». Пізніше перейшов у підводний флот, вахтовий офіцер підводних човнів SM U-16, SM U-69 і SM U-157. З 31 серпня по 11 листопада 1918 року — командир SM UC-94. 16 січня 1921 року демобілізований.
22 серпня 1939 року призваний в крігсмаріне. Служив на кораблях 13-ї протичовнової, з вересня 1939 по квітень 1940 року — командир групи. З 22 травня 1941 року — командир 14-ї, з 16 квітня 1943 року — 22-ї флотилії протичовнових кораблів. З 1 листопада 1944 року — навчальний керівник в штабі 1-ї навчальної дивізії. З 22 січня 1945 року — командир 11-ї флотилії протичовнових кораблів. Провів ряд успішних операцій проти підводних човнів противника. В кінці війни займав пост керівника протичовнової оборони Балтійського моря. В травні 1945 року взятий в полон. В лютому 1946 року звільнений.

## Звання
- Морський кадет (1 квітня 1910)
- Фенріх-цур-зее (15 квітня 1911)
- Лейтенант-цур-зее (31 січня 1914)
- Оберлейтенант-цур-зее (22 березня 1916)
- Капітан-лейтенант запасу (16 січня 1921)
- Капітан-лейтенант запасу до розпорядження (24 травня 1939)
- Корветтен-капітан до розпорядження (1 вересня 1940)
- Фрегаттен-капітан до розпорядження (1 лютого 1942)

## Нагороди
- Залізний хрест 2-го і 1-го класу
- Хрест «За вірну службу» (Шаумбург-Ліппе)
- Почесний хрест ветерана війни з мечами
- Застібка до Залізного хреста
  - 2-го класу (27 квітня 1940)
  - 1-го класу (21 травня 1940)
- Нагрудний знак мінних тральщиків (29 листопада 1940)
- Лицарський хрест Залізного хреста (3 грудня 1942)
- Німецький хрест в золоті (10 червня 1944)